# Salmon Arm Airport
Salmon Arm Airport är en flygplats i Kanada.   Den ligger i provinsen British Columbia, i den södra delen av landet, 3 200 km väster om huvudstaden Ottawa. Salmon Arm Airport ligger 527 meter över havet.
Terrängen runt Salmon Arm Airport är lite bergig. Närmaste större samhälle är Salmon Arm, 3,4 km nordväst om Salmon Arm Airport.
I omgivningarna runt Salmon Arm Airport växer i huvudsak blandskog. Runt Salmon Arm Airport är det mycket glesbefolkat, med 2 invånare per kvadratkilometer.